# 안승문
안승문(安承文, 1960년 9월 12일~)는 대한민국의 교육인으로 40년간 대한민국 교육 선진화에 앞장서온 교육현장 전문가이다. 전라북도 남원 출신으로 서울대학교 교육학과를 졸업하고 연서중, 성서중 등에서 교사로 근무했고, 서울시 교육위원과 서울시교육청 정책특보, 서울시청 교육자문관을 역임했다. 또한 서울시와 교육청, 자치구청, 시민이 함께하는 '서울형혁신교육지구' 사업을 추진하기도 했으며, 울산광역시 교육청 교육연수원장을 지낸 교육 전문가이다.

## 학력
- 1976~1979. 2  전주고등학교 졸업
- 1979~1983. 2  서울대학교 사범대학 교육학과 졸업 (학사)
- 1997~2003. 2  서강대학교 교육대학원 졸업 (교육행정 전공 - 교육학 석사)
- 2004~2008. 3  홍익대학교 대학원 교육학 박사과정 수료 (교육행정 전공)
- 2007~2008. 3  스웨덴 Uppsala대학 교육학부 객원 연구원 - 스웨덴 핀란드 교육개혁 연구

## 경력
- 1983. 2  중등학교 2급 정교사 자격증 취득(국민윤리)
- 1983~2002. 3 중등 교사 - 서울 연서중 발령, 성서중, 신관중, 장승중 근무
- 1989~1993. 1 교육전문지 월간 ｢우리교육｣ 창간, 편집장 역임
- 2002~2006. 7 서울시 교육위원회 4대 교육위원 (서울 제2선거구-은평ㆍ마포ㆍ서대문)
- 2002~2003. 10 ｢전국 교육위원협의회｣ 창립, 초대 사무총장 (최초의 전국 교육위원 협의체)
- 2002~2012. 11  친환경 무상급식 운동 단체 ｢학교급식전국네트워크｣ 창립, 정책위원장, 공동대표
- 2004~2006.  한신대(2004년 2학기), 성공회대(2005, 2006 1학기) 교육대학원 겸임교수
- 2004~2012. 3 도서관운동 단체 ｢학교도서관문화운동네트워크｣ 창립, 공동대표, 자문위원
- 2005~2006. 5 노무현 정부, 대통령 자문 교육혁신위원회 자문위원
- 2006~2012. 12 생태교육운동 단체 ｢초록교육연대｣ 창립 공동대표, 자문위원
- 2009~2017. 1 교육시민단체 ｢전국교육희망네트워크｣ 창립 정책위원장, 진보교육감 시대 개막 기여
- 2011. 5 ｢학교혁신 국제심포지엄｣ 조직위원장, 유럽 학교혁신 전문가 초청 15개 시도 순회
- 2011~2015. 11 박원순 서울시장 희망 서울 정책자문위원(1기, 2기)
- 2012. 3 곽노현 서울시교육감 정책 특별보좌관(3~9월)
- 2012~2017. 6 서울시 교육ㆍ복지민관협의회 정책협의회 간사
- 2013~2015. 1 서울시 성북구청 교육자문위원회 위원장(김영배 구청장)
- 2014~2018. 10 서울형 혁신교육지구 운영위원, 실행추진단 – 마을교육공동체 만들기
- 2015~2018. 11  박원순 시장 서울시 교육 자문관
- 2016~현재 우리헌법읽기국민운동본부 이사 (전국에 ‘손바닥 헌법책’ 60만권 이상 배부)
- 2017~2024. 3  동학실천시민행동 공동대표, 상임대표(현재)
- 2018~2019. 10 조희연 서울시교육감 거버넌스 자문관
- 2019~2021. 12 울산광역시 교육청 교육연수원장(노옥희 교육감, 공모 원장)
- 2021~2022. 11 이재명 대통령 선거 캠프 - 교육대전환운동본부 공동집행위원장
- 2022.9~ 현재 맨발걷기국민운동본부 부회장
- 현재 한국교육개혁전략포럼 전략위원장, 마을교육공동체포럼 이사장
- 2024~현재  ‘교육대전환포럼’ 추진위원장 (대한민국 교육개혁을 위한 전국 네트워크)

## 생애

### 대학시절
안승문은 유신정권 말기인 1979년에 서울대 사범대학에 입학해, 참교육 연구와 혁신을 실천했던 대한민국 교육사의 양대산맥 이오덕 선생, 성래운 교수의 책을 읽고 교육문제에 관심을 갖기 시작했다.1983년 교사로서 첫 발을 내디딘 뒤 지금까지 40년 동안 ‘한국 교육의 개혁’이라는 화두를 가슴에 품고 살아왔다.

### 월간 ｢우리교육｣ 편집장
본의 아니게 학교를 떠나 있어야 했던 해직기간(1989~1993)에는 월간 ｢우리교육｣이라는 교육전문 월간지를 창간해 4년 가까이 편집장으로 일했고, 1994년 복직해 교사로 일하면서 새로운 교육 방법을 모색하고 실천했다.

### 전국 교육위원협의회 시절
2002년 서울시 교육위원에 당선되면서 아쉽게도 교직을 떠나야 했으나, 서울시의 교육행정 전반을 살피고 민주적이고 합리적인 교육행정을 촉진하며 더 나은 교육실천을 지원하는 역할을 했다. 2003년에는 전국 146명 교육위원이 참여하는 ｢전국 교육위원협의회｣ 을 창립해 초대 사무총장을 맡으며 교육위원회의 위상과 역할 제고하는 데 기여했다.

### 스웨덴 웁살라대학 연구원 시절
2007년 3월부터 2008년 12월까지 스웨덴 웁살라대학의 객원연구원으로 초청되어 북유럽 교육과 복지를 탐색할 수 있었다. 그곳에서 교육부와 지자체, 학교 관계자, 교사들을 만나면서 핀란드 교육개혁 성공 사례는 물론, 스웨덴과 핀란드의 북유럽형 복지 체제와 교육제도에 대해 배울 수 있었다. 또한 서울시 교육청 지원으로 북유럽 교육을 소개하는 다큐멘터리 DVD를 제작해 전국에 널리 보급했고 국내에 북유럽 복지와 교육에 대한 관심을 크게 높였다.

### 북유럽 탐방단시절
이런 경험을 바탕으로 2009년 1월에 ‘40명의 북유럽 교육 탐방단(박원순, 도종환, 심성보 등 교육계 안팎의 인사들이 참여함)’을 조직해 스웨덴과 핀란드의 학교 및 기관 탐방을 진행하면서 한국 교육에 북유럽 교육을 접목시키는 계기를 만들었다.

### 서울시 교육자문관 시절
2011년에는 박원순 서울시장 희망 서울 정책자문위원을 맡아 2015년까지 활동했으며, 2012년~2017년에는 곽노현 서울시 교육감 정책 특별보좌관, 서울시 교육·복지민관협의회 정책협의회 간사, 서울시 성북구청 교육자문위원회 위원장 등을 역임하면서 명실상부 국내 최고의 교육전문가로 입지를 굳혔다.
안승문은 이런 다양한 경험을 바탕으로 2015년부터 3년간 박원순 시장 시절 서울시 교육자문관으로 활동하며 서울시와 교육청, 구청, 지역사회, 학교가 함께 협력해 학교-마을교육공동체를 실현해 나가는 '혁신교육지구' 사업을 구축했다.
하지만 혁신교육은 특별히 준비된 교사들과 학교장, 학부모들이 협조하는 학교에서만 가능했다. 이에 2018년 10월 4일 더 주도적인 교육 변화를 이끌어내기 위해 현장 교사들과 교장, 대학교수 등이 함께 하는 ｢4차산업혁명과 미래교육포럼｣을 창립하고 공동대표로 활동했다

### 울산시 교육연수원장 시절
2019년에는 울산시 교육연수원장에 임명되면서 교사들의 교육 역량 혁신을 위해 노력했다. 그는 연수원장 시절 ‘신규 교사 멘토링’ 프로그램을 도입해 신입 교사들 450여명을 위해 기존 선생님들 80~90여명을 멘토링 시켜, 활동비를 지원해주며 신-구 교사 소통 역량을 활성화 시키는 데 기여했다.

### 교육대전환위원회 공동집행위원장 시절
2021년 이재명 대통령 선거캠프에서 ‘교육대전환위원회 운동본부 공동집행위원장’을 맡으며 교육의 본질적인 정책변화를 위해 적극적으로 뛰어들었다. 당시 그는 교육대전환운동본부에서 한국교육의 고질적인 문제를 극복하고 미래 교육의 혁신적인 패러다임을 재설계한다는 기조를 바탕으로 학계, 교육계, 시민사회단체가 함께 힘을 모으는 정책을 추진했다.

## 생활신조
안승문은 교육을 통해서 좀 더 인간적인 사회를 만들고자 하는 꿈을 가지고 있다. 이를 실현하기 위해 개인적인 이익이나 안일한 삶에 안주하지 않고 끊임없이 도전하는 삶을 살아왔다. 해직교사로서 『월간 우리교육』이라는 교육전문 월간지를 창간했던 일, 교사로서의 보장된 삶을 포기하고 서울시 교육위원에 도전했던 일, 스웨덴 웁살라대학 객원연구원으로 갔던 일 등 ‘변화와 혁신을 위해 도전하는 삶’을 살겠다는 신념이 지금의 그를 만들었다.

## 교육관
모든 학생들이 ‘정말 하고 싶은 것에 도전할 수 있도록 하자’는 것이다. 다른 사람들이 강조하는 것을 위해 자신의 특장점을 잃어버리지 말고, 학생들의 독특함을 발견해 주고 키워주고 싶다. 아이들이 가진 가능성의 씨앗을 발견해 주고 싹을 틔울 수 있도록 적극 지지하고 지원해주는 것이 목표다.
‘미래는 도전하는 자들의 것이다’, ‘실패를 두려워하지 말라, 실패는 진정한 배움을 가능하게 하는 소중한 기회이다’, ‘함께 꾸는 꿈은 이루어진다’는 말을 믿는다.

## 저서 등
- 핀란드 교육혁명 / 살림터 (공저)[1]
- 핀란드 교육개혁 보고서 / 한울림 (공저)[2]
- 주요 선진국의 대학 발전 동향 / 학지사 (공저)[3]
- 학교혁신, 교육행정 혁신, 서울혁신교육지구, 마을교육공동체 등에 대한 담론과 전략 발표